# ダガー
ダガー（英: dagger）または短剣（たんけん）とは、全長10-30 cm程度の諸刃の短剣。フランス語ではダグ（dague）、ドイツ語ではドルヒ（Dolch）、ポルトガル語ではアダガ（adaga）と呼ばれる。なお、前述の定義に当てはまらない場合でも、諸刃の刃物にダガーという商品名が付けられる場合もある
日本では2008年の通り魔事件（後述）を契機に「ダガーナイフ」という呼び名が報道を中心に多用されているが、ナイフは汎用の刃物一般で、ダガーは武器としての刃物の形質を示すため、本項で扱われている短剣を示す場合には、単に「ダガー」と呼ぶのが正しい。
しかしダガーは一般的には馴染みがないため、大きさの類似からしばしばナイフと同一視される。

## 概要

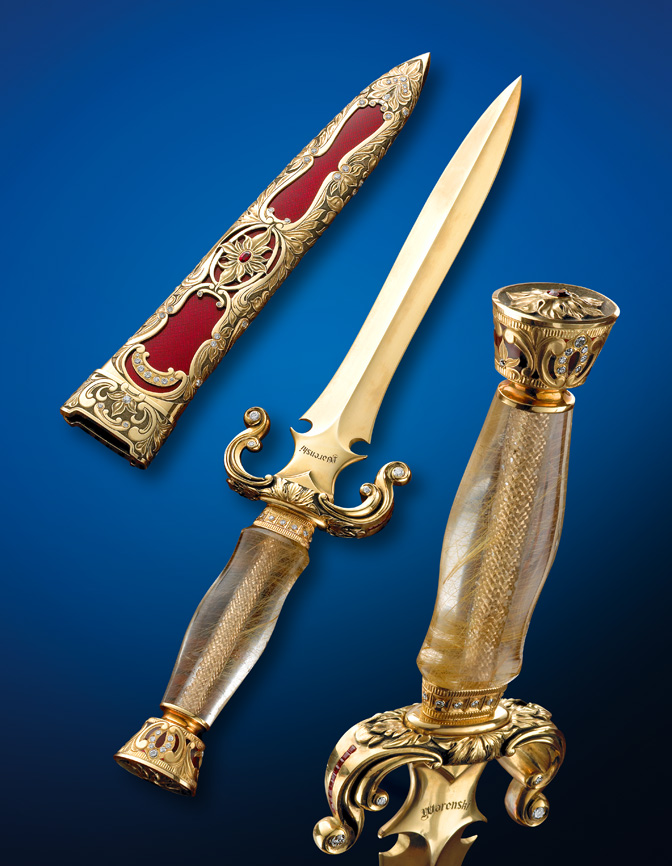
アートナイフ。アメリカのナイフメイカー、バスター・ワレンスキーが製作したダガー

ダガーという呼び名は、古代ローマ帝国の時代に属州だったダキア地方（現在のルーマニアにあたる）の住民たちが使用していたことに由来する。現代のダガーは日本刀の種類と比較すると小太刀・脇差よりは小さく、短刀や匕首、俗に言うドスなどに近いサイズであるが、中世ヨーロッパで用いられたダガーは平均的なものでも刃渡りは40 cm前後に及んだ。
刺すことと投げるのに向く。小さいので人体の急所を的確に狙わないと致命傷を与えられないため、武器としての絶対的な威力はあまりない。とはいえ、中世のヨーロッパの騎士のようにプレートアーマーで徹底的に装甲された敵兵に致命傷を与える場合中世のヨーロッパの騎士のようにプレートアーマーで徹底的に装甲された敵兵に致命傷を与える場合にはツーハンデッドソードやパイクなどを使うよりも、相手を地面に倒して装甲の隙間からダガーを突き刺す方が効率的だったため広く用いられた。
このような重装騎兵へのとどめ専用に進化したダガーがスティレットである。また重装騎兵に限らず戦場で致命傷を負った瀕死の負傷兵にとどめを刺して楽にしてやるために用いられたダガーは「ミセリコルデ」（ラテン語 Misericordia：とどめの短剣、慈悲の短剣）とも呼ばれる。
左手用のダガーの中には相手の剣を受け止めやすい三本刃のものや、鍔が剣を受け止めやすい形状になっているものも少なくない。
ダガーは専ら対人武器として作成されたものを指し、対してナイフは一般に多目的切断具である。現代では対人戦闘を主目的としない場合には諸刃はあまり意味が無いので、日常的な用を足すための道具であるナイフの多くでは、刃は片側のみである。
ただし、ダガー型のナイフは片側に別の刃付け（荒めに研いだり角度を変える等）を行うことで、鋭利な片側で繊細な作業を行い、荒い研ぎの側でロープをこすって切断するなど、1本で2種類の用途に使用できるという利点もあり、ダイバーが使用するダイバーズナイフ(ダイビングナイフとも)にはダガー型のものも見られる。特にプロユース（専門家が使う道具）のものでは、あらかじめ片側が鋸刃になっているものもみられる。また緊急時には刃の向きを確認せずに使用できる。
切断用刃物としては、一つの刀身に2つの刃を付けるという構造上、刃が片側のみにある刃物と比較して狭い場所に鎬を付けざるをえないため、鋭角に刃を付け辛く切れ味を確保したものを作りづらいという難点がある。切れ味を確保しつつ諸刃型刃物を制作しようとすると刀身の表面にそって角度を付けず刃にする（いわゆるベタ研ぎ）か、幅の広い大型の刀身にする必要がある。そのため研磨により消耗が早くなったり、大型になることで汎用刃物として使いづらくなるが、大型になってしまうという性質を逆に利用して特殊部隊用にマチェテとしても使用できるスマチェットという諸刃型大型ナイフが開発されている。
ダガーは左右対称（シンメトリー）であることに関連して、観賞用ないしコレクション用のナイフの題材としても選択される。これら観賞用ないしコレクション用のナイフでは、実用性よりも装飾性を重視しているが、そういったナイフもナイフとしての基本的な機能を持っているか、その機能を持たせることが可能な場合もある。各国の伝統的な刃物はダガー状であることが多い。

## 歴史

### 初期の歴史

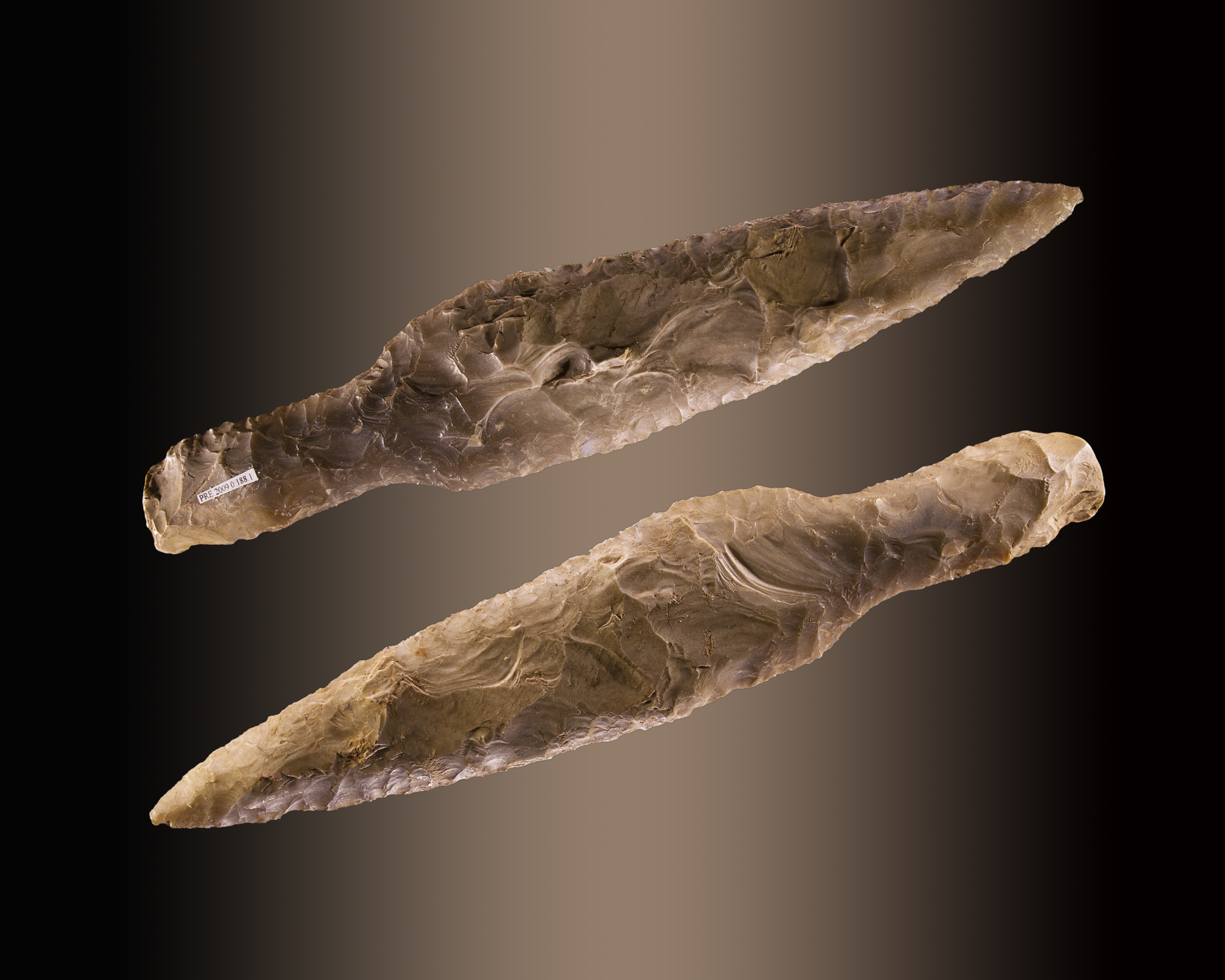
新石器時代のダガー状石器

諸刃状の刃物自体は旧石器時代から見られ、狩猟などに使われていたとされる。ただ、ダガーと呼ばれる刃物の登場は青銅や鋼の発見を待つこととなる。

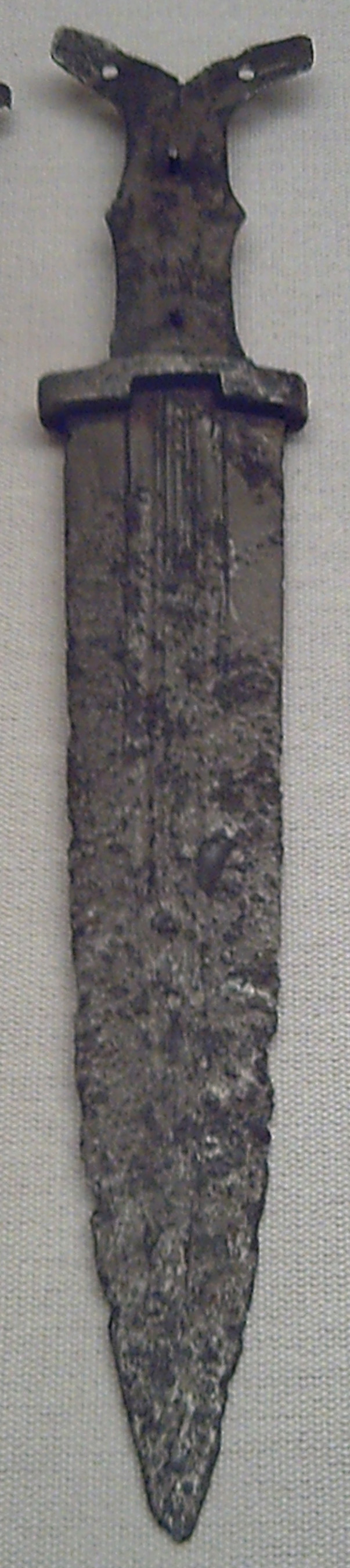
イベリアダガー（紀元前450 - 200年）
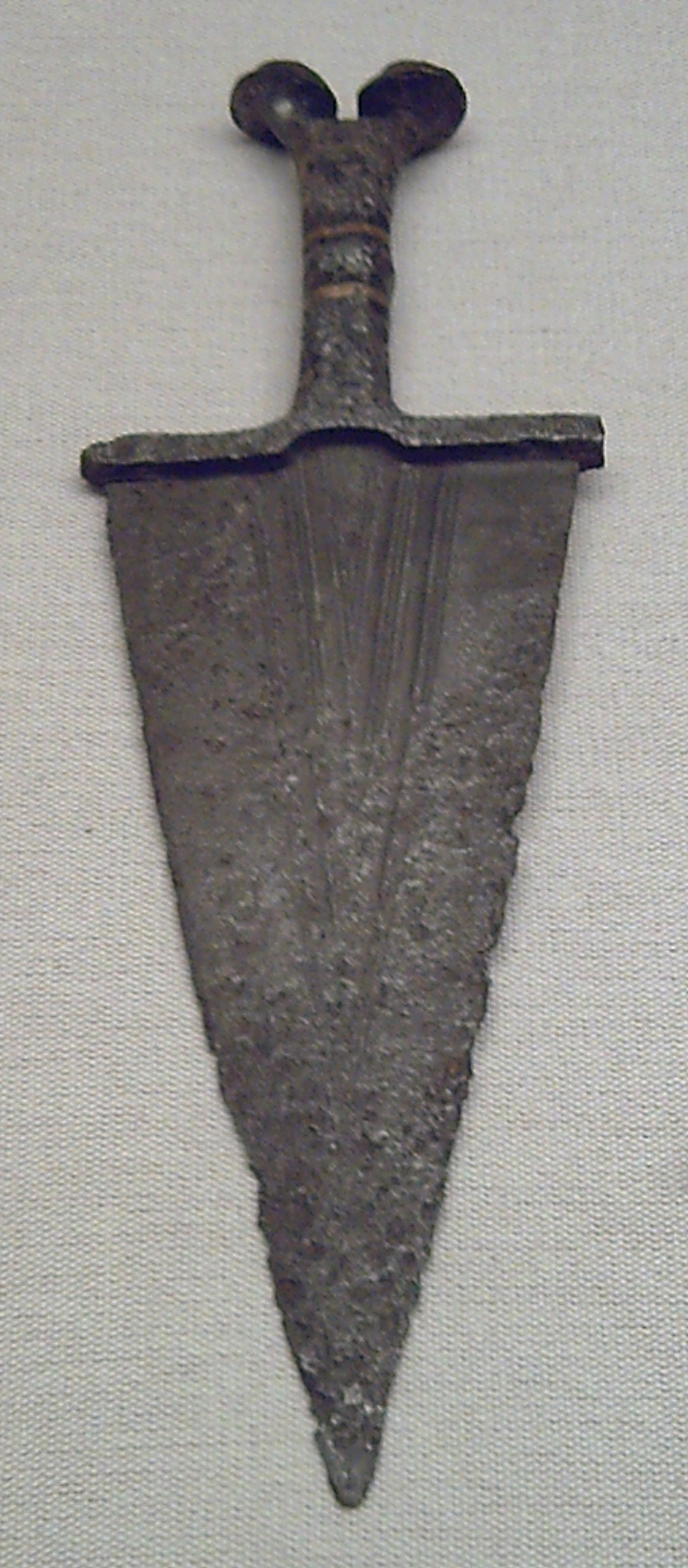
イベリア三角鉄ダガー（紀元前399 - 200年）。長さは28 cm
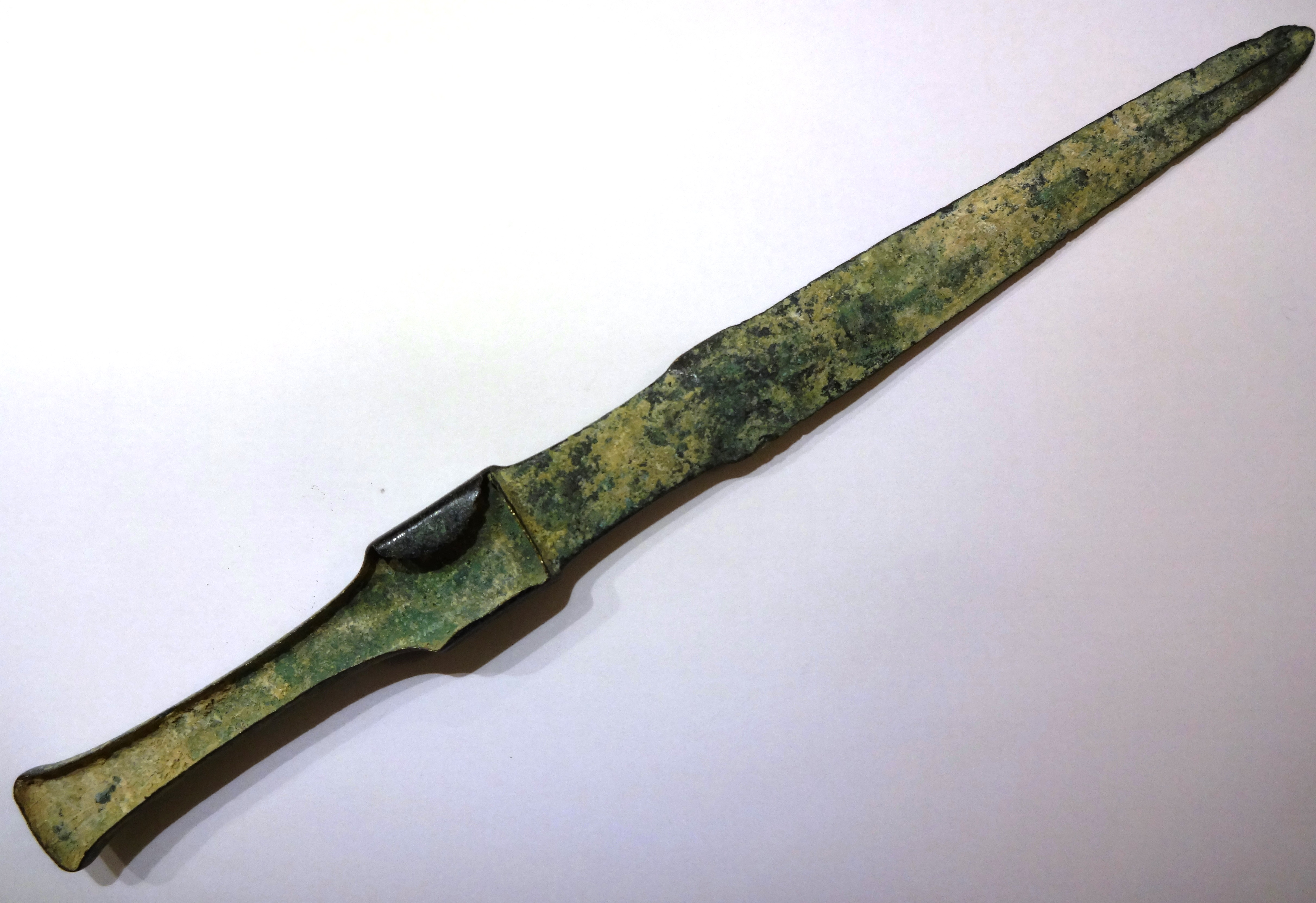
ロレスターン州のダガー、長さ31 cm（紀元前100年）

### 中世の時とルネサンス

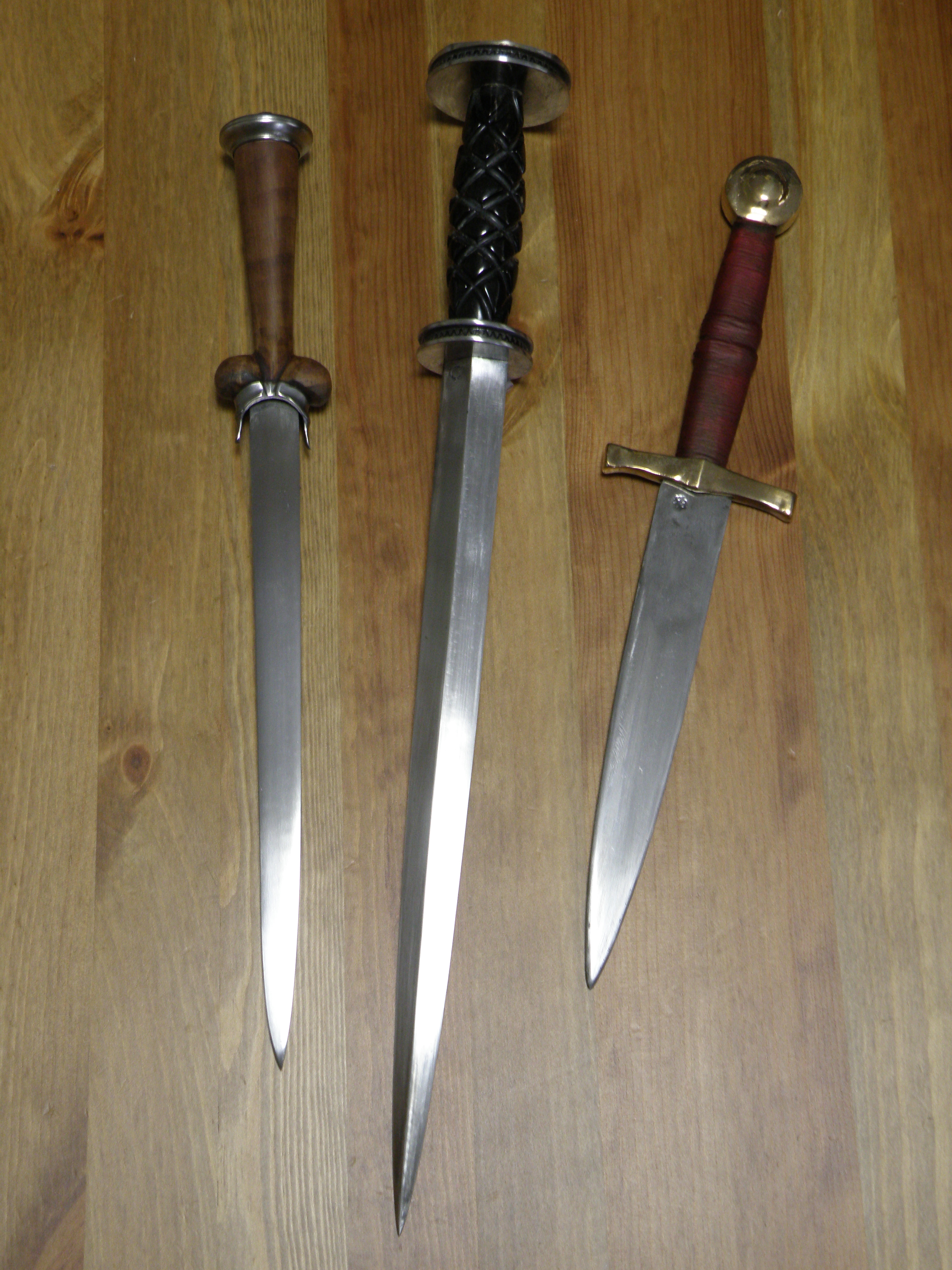
中世ヨーロッパのダガーのレプリカ（14世紀）

ルネサンス期のイタリア各都市国家などのヨーロッパ諸国では、護身・装飾・食事用具（当時は食べ物をナイフやダガーで切り分け、手づかみやナイフ・ダガーで刺して食べる方法が主流であった）としてダガーを腰やブーツに差すなど見せる形で携帯することが流行した。
近世ヨーロッパの剣術の中には利き手にレイピア等の軽量剣を、もう片方にダガーを持ち、ダガーで相手の剣を受け止めたり払ったりしながら利き手の剣を繰り出す用法も存在する。この種の剣術はスペインとフランスで特に発展した。このような使用法を念頭に作られた防御用ダガーは特にマンゴーシュ、パリーイング・ダガーなどと呼ばれる。また相手の剣を挟み取ったり破壊することに特化したソードブレイカーも、こういった防具としてのダガーから発展したものである。

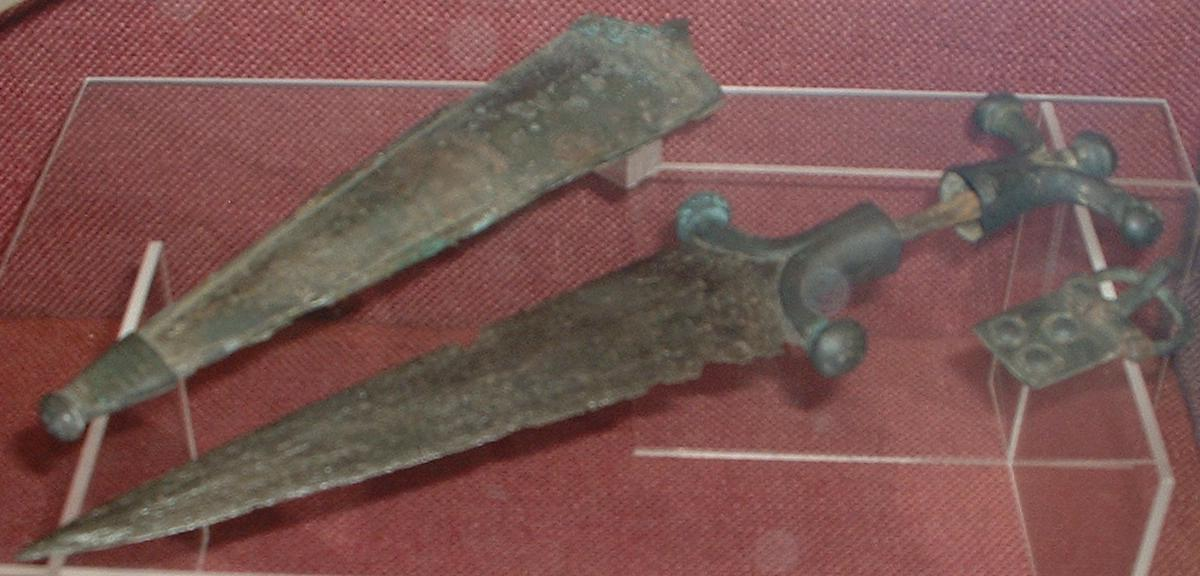
ケルトのダガー（骨董品）
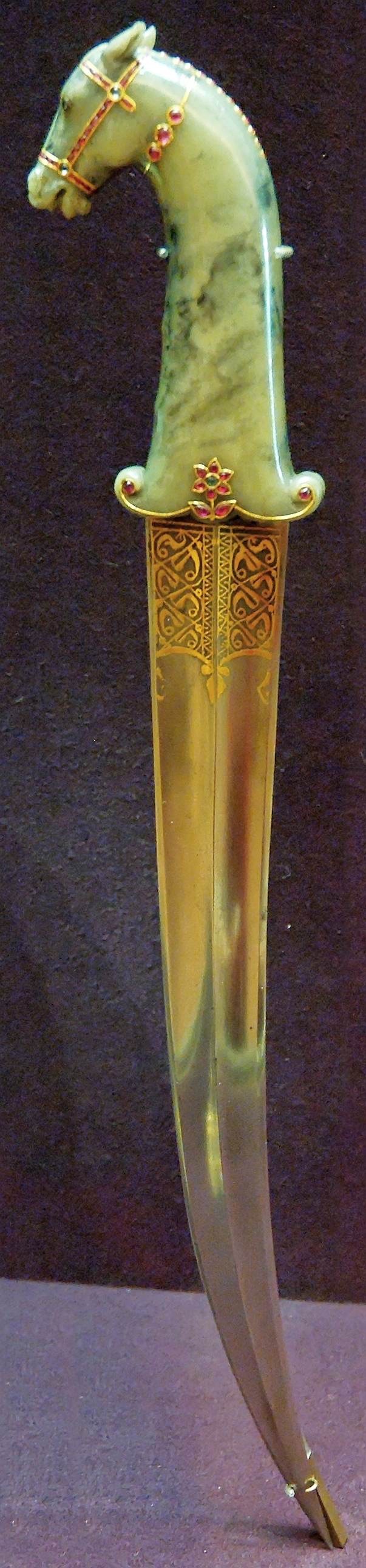
ジャンビーヤ。インド、ムガール王朝（17世紀）
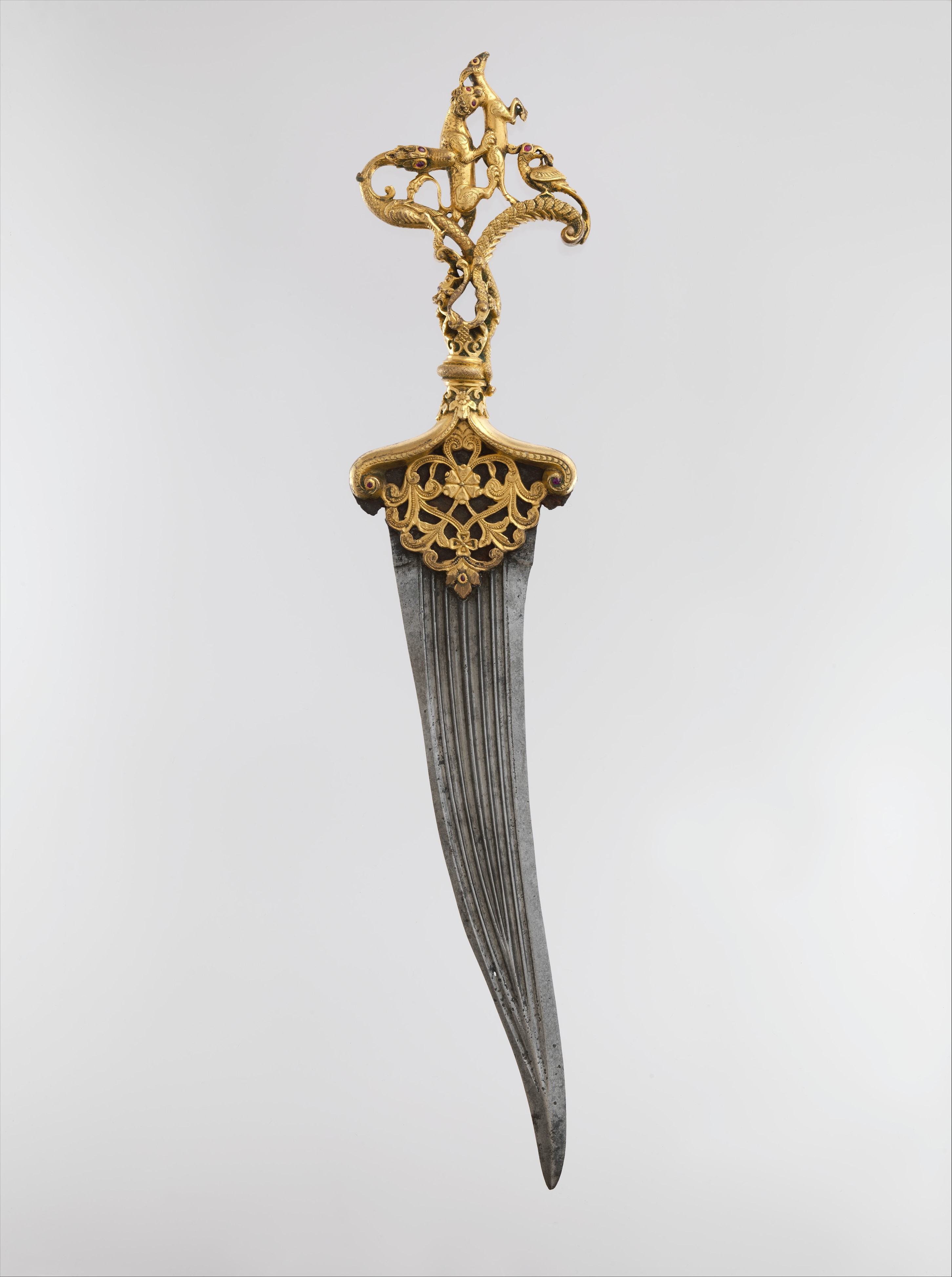
インドのダガー（16世紀）
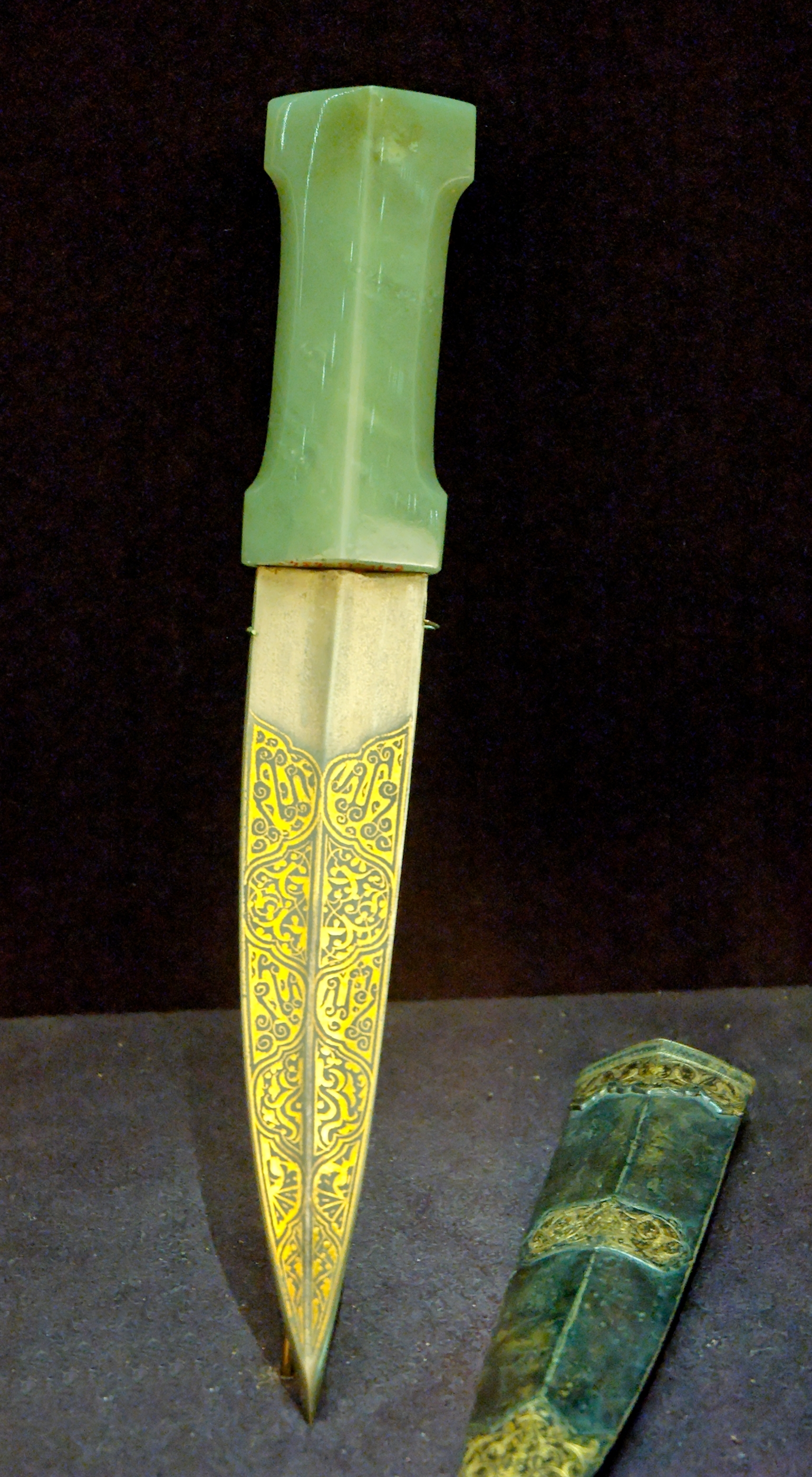
インドのダガーと鞘。イスラムのデザイン（18世紀）
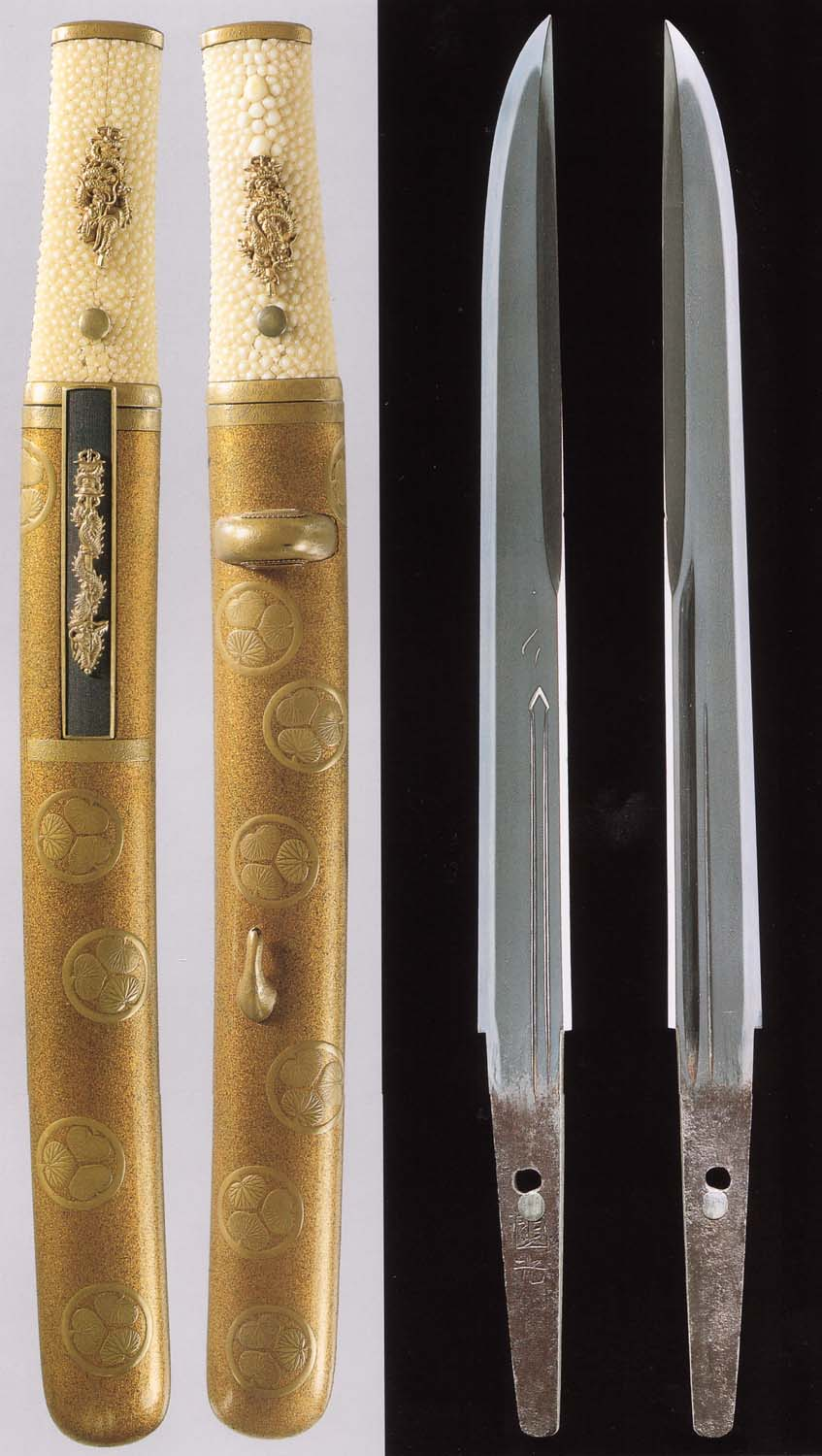
日本の短刀。重文 銘 国光（新藤五国光）金梨地葵紋散蒔絵合口拵 小柄付（佐野美術館所蔵）
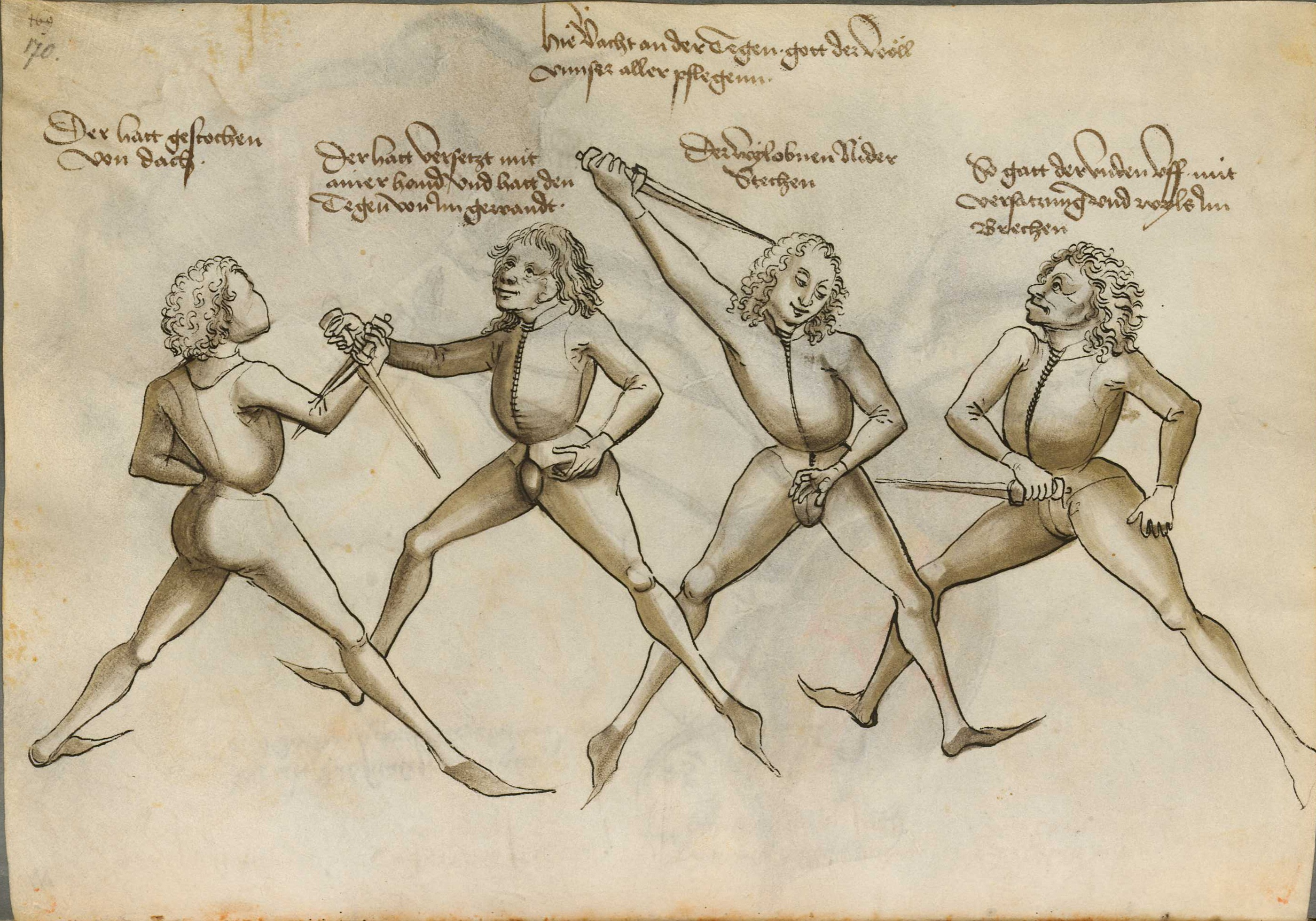
ダガーの戦闘（1467年）。ハンス・タールホファー

### 現代（1815 - 21世紀）

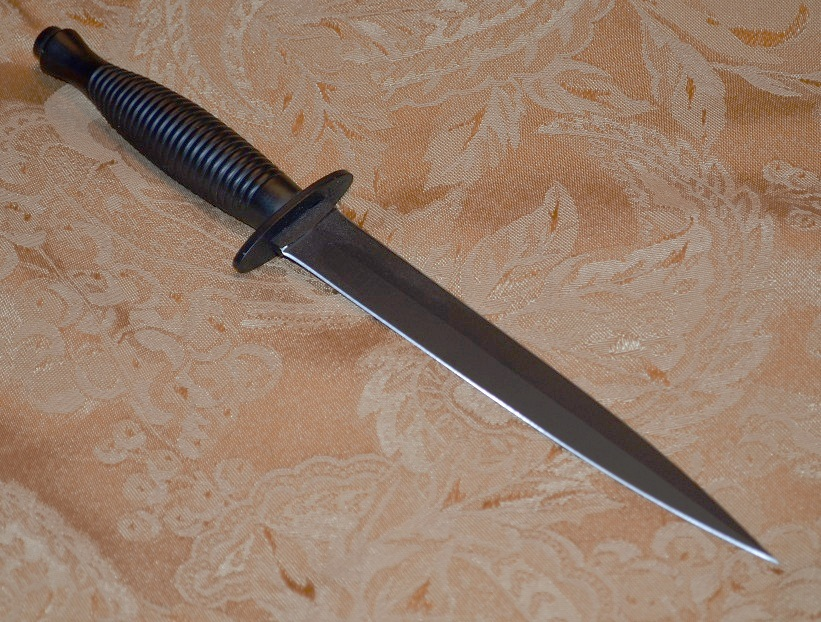
フェアバーン・サイクス戦闘ナイフ

近代になると、補助的に使用されることが多くなるが、取り回しが容易く携帯にも向くため、初期の連射性の低い銃器を使用する銃兵等も所持していて、これが後の銃剣に発展した。ダガーは第一次世界大戦期の塹壕戦でも使用され、狭い場所で使用するトレンチナイフもしくはその補助として重用された。第二次世界大戦期にはダガーの一種であるフェアバーン・サイクス戦闘ナイフがイギリスで採用され、同種のナイフがCIAの前身であるOSS等でも使用された。
現代では様々な武器の進化により、本来の軍事的な用途では各兵士の個人装備として使用されるに留まり、美術・観賞用やダイバーズナイフの一形状として見られるようになる。

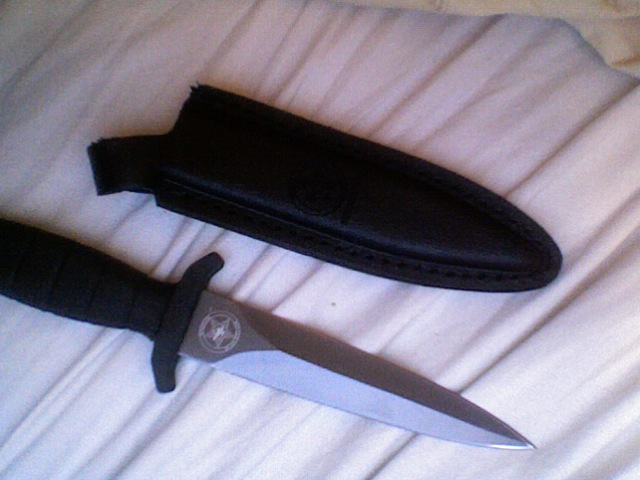
現代のダガー Modern Winchester Riot Dagger（と鞘）
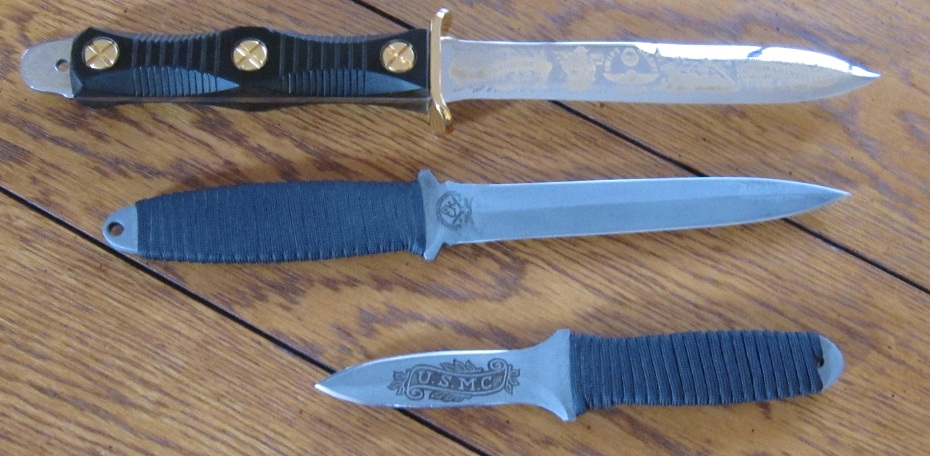
20世紀のダガー

## 日本国内において
日本では、いわゆる日本刀発達以前の青銅剣に諸刃のものが見られ、こと青銅が脆い金属であるために剣としてはあまり長くできず、上に挙げたケルトダガーのような短めのサイズのものも見られる。しかしその後、鉄器と鍛造技術の発達で重く長く折れ難い日本刀が主流となっていく過程で、地方の細工用包丁や槍鉋などの特殊工具、神社仏閣への奉納を目的として製作される刀剣を除き、諸刃の短剣は廃れてしまった。このため日本でダガーというと、専ら西欧の様式に基づく刀剣ないしナイフとみなされる。
かつてはサンカが「ウメガイ」と呼ばれる諸刃の短刀を箕作りなどの細工や山中生活に使用していたとされるが、サンカの実在と共にウメガイも存在自体が疑問視されている。ただし、後述の法規制までレプリカとされるものが制作・販売されていたこともあった。
鎧の隙間から刺す武器としては鎧通しと呼ばれる片刃の小刀が使われていた。

### 法規制に関して
前述のとおりダガーは、そのシンメトリー性から美術要素が見出され、愛好者が存在する。しかしながら対人殺傷に有効であるという点には変わりは無い。2008年6月8日に発生した秋葉原通り魔事件を契機として、事件で使用された殺傷性の高いダガーに対する規制を強化する動きが高まり、同年11月28日に刃渡り5.5 cm以上の剣を所持禁止対象とする銃刀法改正案が国会で成立した。
ただ、ダガーが問題視されたのはこれが初めてではなく、以前にダガーによる警官殺害事件や、それと同時期に海外旅行者により購入されたダガーが税関の持ち物検査で没収され、旅行者とトラブルになる事例が相次ぎ、警察関係者らと輸入業者が輸入基準について協議を行った。その結果、規定以上の刃渡りの場合は規定内の長さの部分まで鋸刃にした状態にし、「ダイバーズナイフ」という名目であればとりあえず許可されるとされ、その輸入品が武器か否かの判断は、実際に輸入許可に携わる税関担当者の裁量に任されるとされた。
銃器の規制に関しては世界で厳しい部類に入る日本だが、刃物の販売・単独所持への規制に関しては他先進国に比べあまり厳しくない事情も見出せる。例えばイギリスではバタフライナイフのようなナイフや一部のクボタンのような護身具は販売を規制されているが、日本国内では有害玩具として青少年保護育成条例により未成年者への販売・所持の規制がされている程度である。
なお、これを報じた産経新聞によれば、事件前より7県で18歳未満へのダガーの販売が禁止（有害玩具扱いなど）されていたが、同事件以降には12府県が同様の禁止へ、9県が規制を予定している模様であるという。また、警察庁ではダガーを含め全ての諸刃の刃物を許可なく所持できなくする銃刀法改正法案を提出すること決めた。
2009年1月5日には銃砲刀剣類所持等取締法の一部が改正後、施行され、刃渡り5.5 cm以上の剣（ダガーなど左右均整の形状で両側に刃がついた刃物）は原則として所持が禁止された。またこれらは6か月後の2009年7月5日までに輸出または廃棄しなければならない。
この改正に伴い、同年7月5日までに回収ないし廃棄処分となったダガーは1万1千本を超え、また規制対象外ではあったものの「ダガーではないか」として自主的に提出されたナイフも19,500本に及び、一部には殺傷性が問題視され有害玩具としても扱われるバタフライナイフの他にスローイングナイフ（投げナイフ）やスライディングナイフが含まれていたという。このほか3,200本が販売業者側で廃棄ないし加工されたり輸出用として処理された。経済産業省筋では2007年度内だけでも約3,500本の同種ナイフが販売されたと見ており、警察庁ではどの程度が国内に残っているか不明だとしながらも、数万本規模で残っていると見積もっている。なお警察庁側では2009年7月5日をもって猶予期間が終了したことを受けて、不法所持を取り締まる方針であるが、自主的に届けられたものに関しては今後も摘発しない方針だとしている。
その一方、この改正に伴い養蜂で蜜蓋の切除に使う蜜刀やカキの貝柱を切断してこじ開ける為の加工用のカキ剥きナイフが規制対象となり提出されるなどの事態も発生した。北海道警は2009年7月23日に規制対象となる1,367本の両刃の5.5 cm以上の刃物を回収したが、内過半数の735本はこういった食品加工用の産業用ナイフだったという。これは刃物の形状によるもので、産業用ナイフでも両刃部分が5.5 cm以上の刃物（剣）の提出が求められたものだが、徳島県警生活環境課では「分かりにくい物が多いと思うので、警察署で確認を」とコメントしている。
この規制では、ダイバーズナイフでも形状によって規制されうる。このため、先端の鋭くないダイバーズナイフが販売されている。
なお製造・製作は海外輸出用に限り当局に許可を取れば行えるので、海外メーカー製品のOEM生産やカスタムナイフ製作等は現在でも行われている。